# غلام سرور تیپو
غلام سرور تیپو (بنگالی: গোলাম সারোয়ার টিপু؛ زادهٔ ۲۲ اکتبر ۱۹۴۵) بازیکن سابق و مربی فوتبال اهل پاکستان است.
وی همچنین در تیم ملی فوتبال پاکستان بازی کرده است.